# Piz Sesvenna
Piz Sesvenna to szczyt w Sesvennagruppe, części Alp Retyckich. Leży w Szwajcarii, w kantonie Gryzonia.